# Præsidentvalget i Tyskland 1925
Præsidentvalget i Tyskland 1925 var det første valg til tysk præsident, kaldet Reichspräsident. Den første præsident, Friedrich Ebert (SPD) var blevet valgt indirekte (af parlamentet) i 1919, men Weimarforfatningen bestemte, at hans efterfølger skulle vælges af "hele det tyske folk". Efter to valgrunder, den 29. marts og den 26. april, blev Paul von Hindenburg valgt til præsident.
Den partiløse general Hindenburg var kandidat for en bred koalition på borgerlig side. Mange på højresiden håbede, at, hvis monarkisten Hindenburg blev valgt, ville han genoprette tilstanden, som den var før Weimarforfatningen.

## Valgsystem
I henhold til den daværende tyske forfatning måtte der, hvis ingen kandidat opnåede en absolut majoritet (mere end 50 %) i første runde, holdes en ny valgrunde, hvor den som fik flest stemmer vandt valget. Det var tilladt for en gruppering at nominere en alternativ kandidat i anden runde.

## Første valgrunde
Syv kandidater stillede til valg i første runde. Hindenburg var ikke blandt dem, men blev først nomineret i anden runde. Højresidens kandidat var derimod Karl Jarres fra Gustav Stresemanns nationalliberale Deutsche Volkspartei. Jarres var tidligere indenrigsminister, vicekansler og borgmester i Duisburg. Otto Braun, SPDs kandidat og preussisk statsminister, var også en kendt og respekteret politiker. Det katolske Zentrums kandidat, Wilhelm Marx, var partiets formand og tidligere tysk rigskansler.
De andre kandidater var Ernst Thälmann fra kommunistpartiet KPD og Willy Hellpach fra det venstreliberale Deutsche Demokratische Partei (DDP). Den første runde blev afholdt 29. marts, med en valgdeltagelse på 68,9 %.
| Kandidat         | Stemmer (%)       | Partimedlemskab                               | Støttet af                          |
| ---------------- | ----------------- | --------------------------------------------- | ----------------------------------- |
| Karl Jarres      | 10 410 000 (38,8) | Deutsche Volkspartei (DVP)                    | Deutschnationale Volkspartei (DNVP) |
| Otto Braun       | 7 800 000 (29,0)  | Sozialdemokratische Partei Deutschlands (SPD) |                                     |
| Wilhelm Marx     | 3 890 000 (14,5)  | Det katolske centerparti                      |                                     |
| Ernst Thälmann   | 1 870 000 (7,0)   | Kommunistische Partei Deutschlands (KPD)      |                                     |
| Willy Hellpach   | 1 570 000 (5,8)   | Deutsche Demokratische Partei (DDP)           |                                     |
| Heinrich Held    | 1 010 000 (3,7)   | Bayerische Volkspartei (BVP)                  |                                     |
| Erich Ludendorff | 280 000 (1,1)     | NSDAP                                         |                                     |

## Anden valgrunde
Etter første valgrunde trak Jarres sig til fordel for Hindenburg. Den populære general og partiløse konservative monarkist Hindenburg accepterede modstræbende at stille op. Han blev støttet af DVP, DNVP og BVP.
SPD og Det katolske centerparti blev enige om at gøre Marx til deres fælles kandidat. Efter at DZ havde afvist at støtte Braun, trak han sig til fordel for Marx. Det venstreliberale DDP gik også modstræbende med til at tilbagetrække sin kandidat og støtte Marx. Eftersom Marx`s støtter inkluderede både hans eget politiske centrum og den moderate venstreside, blev han anset for at have gode chancer for at vinde. De tre kandidater i anden runde var derfor Hindenburg, Marx og for kommunistpartiet Thälmann. Valget fandt sted 26. april med en valgdeltagelse på 77,6 %. Hindenburg fik flest stemmer, 48,3 % mod Marx' 45,3.
| Kandidat            | Stemmer (%)       | Partimedlemskab          | Støttet af     |
| ------------------- | ----------------- | ------------------------ | -------------- |
| Paul von Hindenburg | 14 655 641 (48,3) | Partiløs                 | DVP, DNVP, BVP |
| Wilhelm Marx        | 13 751 605 (45,3) | Det katolske centerparti | SPD, DDP       |
| Ernst Thälmann      | 1 931 000 (6,4)   | Kommunistpartiet (KPD)   |                |

| Valg | Spire Denne valgsartikel er en spire som bør udbygges. Du er velkommen til at hjælpe Wikipedia ved at udvide den. |